# NGC 7385
NGC 7385 é uma galáxia elíptica (E) localizada na direcção da constelação de Pegasus. Possui uma declinação de +11° 36' 29" e uma ascensão recta de 22 horas, 49 minutos e 54,6 segundos.
A galáxia NGC 7385 foi descoberta em 18 de Outubro de 1784 por William Herschel.